# Marco García (zapaśnik)
Marco Antonio García Álvarez (ur. 2004) – meksykański zapaśnik walczący w stylu klasycznym. Złoty medalista mistrzostw panamerykańskich w 2024. Drugi na mistrzostwach panamerykańskich juniorów w 2022 i trzeci wśród kadetów w 2021 roku.